# Eugagrella aemula
Eugagrella aemula is een hooiwagen uit de familie Sclerosomatidae.